# Acide 4-maléylacétoacétique
L’acide 4-maléylacétoacétique est un cétoacide dicarboxylique intermédiaire du métabolisme des acides aminés aromatiques tels que la phénylalanine et la tyrosine. Il résulte de l'oxydation de l'acide homogentisique par l'homogentisate 1,2-dioxygénase.